# Breaza
Breaza ist eine Kleinstadt im Kreis Prahova in Rumänien.

## Lage

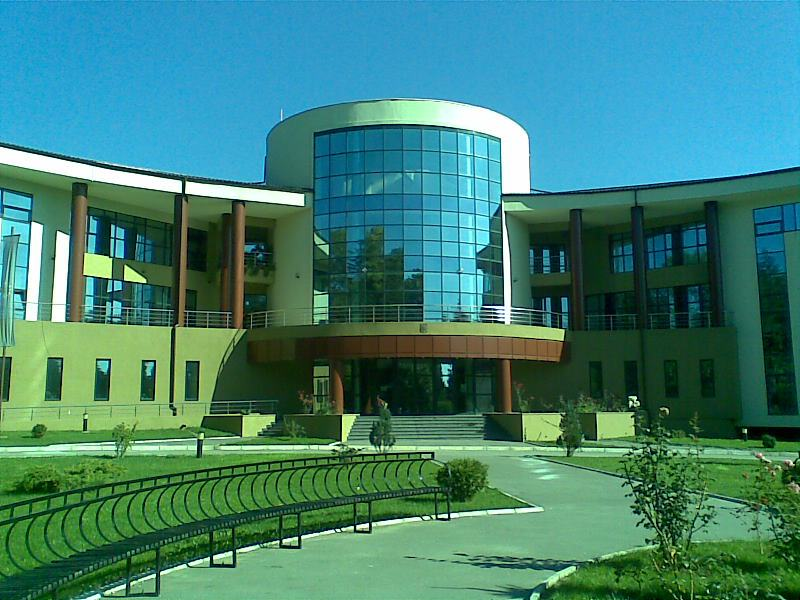
Rathaus

Breaza liegt in der Großen Walachei am Fluss Prahova in den südlichen Ausläufern der Karpaten. Die Kreishauptstadt Ploiești befindet sich etwa 40 km südöstlich.

## Geschichte
Breaza wurde 1431 erstmals urkundlich erwähnt. Neben der Landwirtschaft spielte lange Zeit auch der Handel – durch die Lage an der Straße zum Karpatenpass Predeal – eine wichtige Rolle. Im 19. Jahrhundert befand sich im Ort vorübergehend eine Zollstation.
Im 20. Jahrhundert entwickelte sich Breaza zum Kurort; 1956 wurde er zur Stadt erklärt. Heute ist neben Handel und Leichtindustrie der Tourismus der wichtigste Wirtschaftszweig.

## Bevölkerung
Bei der Volkszählung 2002 wurden in der Stadt 18.199 Einwohner registriert, darunter 18.163 Rumänen, 12 Ungarn, 4 Roma und 4 Deutsche.

## Verkehr
Breaza liegt an der Bahnstrecke Ploiești–Brașov, einer der wichtigsten Verkehrsverbindungen Rumäniens. Auf dem Gebiet der Stadt befinden sich drei Haltestellen (Breaza, Nistorești und Breaza Nord). Es bestehen regelmäßige Busverbindungen nach Adunați, Câmpina und Sinaia. Durch die Stadt verläuft die Europastraße 60.

## Sehenswürdigkeiten
- Kirchen aus den Jahren 1777 und 1830
- Herrenhaus „Toma Cantacuzino“
- Constantin Brâncoveanu-Park

## Partnerstädte
Breaza unterhält Städtepartnerschaften mit folgenden Städten:
- Kawasaki in Japan
- Give in Dänemark (2001)

## Geboren in Breaza
- Constantin Dăscălescu (1923–2003), kommunistischer Politiker
- Nicolae Pescaru (1943–2019), Fußballspieler
- Florin Enache (* 1971), Bobfahrer